# Dzwonkówka wczesna
Dzwonkówka wczesna (Entoloma anatinum (Lasch) Donk) – gatunek grzybów z rodziny dzwonkówkowatych (Entolomataceae).

## Systematyka i nazewnictwo
Pozycja w klasyfikacji według Index Fungorum: Entoloma, Entolomataceae, Agaricales, Agaricomycetidae, Agaricomycetes, Agaricomycotina, Basidiomycota, Fungi.
Po raz pierwszy takson ten opisał w 1829 r. Wilhelm Gottlob Lasch, nadając mu nazwę Agaricus anatinus. W 1949 r. Marinus Anton Donk przeniósł go do rodzaju Entoloma. Niektóre inne synonimy:
- Hyporrhodius anatinus (Lasch) J. Schröt. 1889
- Leptonia anatina (Lasch) P. Kumm. 1871
- Leptoniella anatina (Lasch) Earle 1909
- Rhodophyllus anatinus (Lasch) Quél. 1886

Polską nazwę zarekomendował w 2003 roku Władysław Wojewoda.

## Morfologia
Kapelusz
Średnica 1–6,5 cm, stożkowato-wypukły lub ścięto-stożkowaty do ścięto-dzwonkowatego, nierozszerzający się lub tylko nieznacznie rozszerzający się z wiekiem, z zagłębionym lub nieco garbkowatym środkiem, u młodych okazów z lekko zagiętym brzegiem. Jest niehigrofaniczny, bez promienistego prążkowania, w kolorze ciemnej sepii, czarnobrązowym lub szarobrązowym do prawie czarnego, gęsto, drobno poletkowaty w środku, silniej na brzegu z łuseczkami często ułożonymi w promienistych rzędach, co nadaje mu smugowaty wygląd.
Blaszki
20-35 z blaszeczkami (I = 3–7, rzadko do 11), dość gęste. wąsko do szeroko przyrośnięte, nieco segmentopodobne, następnie brzuchate, początkowo brudnobiałe, następnie brudnocieliste, w końcu brązoworóżowe. Krawędzie tej samej barwy lub lekko brązowawe.
Trzon
Wysokość 2,2–9 cm, grubość 0,15–1 cm, cylindryczny lub spłaszczony, czasami z nabrzmiałą podstawą. Powierzchnia ultramarynowoniebieska do szaroniebieskiej, często lekko brązowiejąca z wiekiem, pokryta srebrzystymi, przyrośniętymi włókienkami lub kłaczkowato-łuskowata, szczególnie w górnej części, u podstawy biało kutnerowata.
Miąższ
W korze kapelusza o tym samym kolorze co powierzchnia, wewnątrz jaśniejszy, bez wyraźnego zapachu i smaku.
Cechy mikroskopowe
Podstawki 24–55 × 8–13 µm, 4-zarodnikowe bez sprzążek. Zarodniki 9–14,5 × 6,5–9 µm, Qav = 1,45, w zarysie elipsoidalne, w widoku z boku 6–9-kątne. Cheilocystyd brak. Skórka kapelusza typu cutis z przejściami do trichodermy, zbudowana z cylindrycznych lub rozszerzonych strzępek o szerokości 15–20 µm z mniej lub bardziej cylindrycznymi elementami końcowymi o szerokości do 22 µm. Strzępki w skórce kapelusza i w górnej części jego tramy zawierają brązowy, wewnątrzkomórkowy pigment, czasami w tramie kapelusza także błyszczące grnulki. Brak sprzążek.

## Występowanie i siedlisko
Podano stanowiska w Ameryce Północnej, Europie i Azji. Wszędzie jest rzadki. W Polsce do 2025 r. znane były tylko dwa stanowiska podane przez Josepha Schrötera w 1889 r. w Sudetach i F. Kaufmanna w 1917 r. w Krapkowicach. Według W. Wojewody być może jest to gatunek w Polsce wymarły.
Grzyb naziemny, prawdopodobnie mykoryzowy. Owocniki pojedynczo lub w małych grupach na terenach trawiastych na ubogiej, kwaśnej, piaszczystej lub torfowej glebie, również na wydmach przybrzeżnych wśród traw i wierzb płożących.